# Med uppenbar känsla för stil
Med uppenbar känsla för stil är en reportagebok av den svenske författaren och journalisten Stephan Mendel-Enk, utgiven 2004 genom bokförlaget Atlas.

## Handling
Med uppenbar känsla för stil handlar om manlighet, om hur våld och frustrationen hänger ihop med den bild av manlighet som unga män formas till.

## Utgåvor
- Mendel-Enk, Stephan (2004). Med uppenbar känsla för stil [Elektronisk resurs] : ett reportage om manlighet. Stockholm: Atlas. Libris 9801021. ISBN 91-7389-166-5
- Mendel-Enk, Stephan (2005). Med uppenbar känsla för stil: [ett reportage om manlighet] ([Ny utg.]). Stockholm: Atlas. Libris 9823665. ISBN 91-7389-174-6
- Mendel-Enk, Stephan (2004). Med uppenbar känsla för stil: [ett reportage om manlighet]. Stockholm: Atlas. Libris 9600386. ISBN 91-7389-144-4
- Mendel-Enk, Stephan (2005). Med uppenbar känsla för stil [ett reportage om manlighet]. Enskede: TPB. Libris 12595022

### Fotnoter
1. ↑  ”Stephan Mendel-Enk”. Libris.kb.se. http://libris.kb.se/hitlist?d=libris&q=Stephan+Mendel-Enk&f=simp&spell=true&hist=true&p=1. Läst 26 augusti 2012.
2. ↑  ”Med uppenbar känsla för stil”. Elib.se. https://vaggeryd.elib.se/Books/Details/1028576. Läst 26 augusti 2012.